# Лезина
Лѐзина (на италиански: Lesina) е градче и община в Южна Италия, провинция Фоджа, регион Пулия. Разположен е на 5 m надморска височина, на южния бряг на езеро Лезина. Населението на общината е 6397 души (към 2010 г.).